# Georg Heyl
Georg Paul Heyl (* 10. April 1866 in Darmstadt; † 2. August 1942 ebenda) war ein deutscher pharmazeutischer Chemiker und Professor für Pharmakognosie und pharmazeutische Chemie an der Technischen Hochschule Darmstadt.

## Leben
Heyl studierte an der Technischen Hochschule Darmstadt Chemie und wurde 1890 Mitglied der Darmstädter Burschenschaft Frisia. In Heidelberg wurde er am 20. Dezember 1894 zum Doktor der Naturwissenschaften promoviert. Er war von 1895 bis 1920 Vorstand der pharmazeutischen Abteilung des Chemischen Instituts der Technischen Hochschule Darmstadt. Die Habilitation an der TH Darmstadt erfolgte am 7. Juni 1899. Im gleichen Jahr wurde er Privatdozent für pharmazeutische Chemie und bekam den Lehrauftrag für anorganische und pharmazeutische Chemie.
Das Amt des Obermedizinalrats und Vortragenden Rats im Ministerium Hessen in der Abteilung öffentliche Gesundheitspflege bekam er am 1. Juni 1903. Des Weiteren leitete er von 1903 bis 1934 das Pharmakognostische Institut an der TH Darmstadt. Zum außerordentlichen Professor an der Darmstädter Hochschule wurde er am 27. März 1909 berufen und ab dem 15. Juni 1924 war er Ministerialrat. Auf eigenen Gesuch ging Heyl am 1. August 1931 in den Ruhestand.

## Ehrungen
- Am 25. November 1912 wurde er zum Geheimen Obermedizinalrat ernannt.

## Werke
- Erklärung der technischen Prüfungsmethoden des Deutschen Arzneibuches. 6. Ausgabe, Dt. Apotheker-Verein, Berlin 1911.
- Über die elektrolytische Reduktion von Nitrokörpern der Chinolinreihe. (Dissertation), Heidelberg 1894.